# Třída Ammiraglio di Saint Bon
Třída Ammiraglio di Saint Bon byla třída predreadnoughtů Italského královského námořnictva. Celkem byly postaveny dvě jednotky této třídy. Ve službě byly v letech 1901–1920. Obě byly ve službě za první světové války. Po válce byly sešrotovány.

## Stavba
Italský viceadmirál Simone Antonio Saint-Bon navrhl stavbu středně velkých bitevních lodí, které by nepokračovaly v linii velkých a drahých plavidel předchozích tříd (např. Re Umberto a Italia). Po jeho smrti viceadmirál Racchia a konstruktér Benedetto Brin projekt upravili. Pro plavidla byl typický nízko položený volný bok trupu a hlavní kanóny pouze ráže 254 mm. Celkem byly objednány dvě jednotky pojmenované Ammiraglio di Saint Bon a Emanuele Filiberto. V letech 1893–1902 je postavily italské loděnice Arsenale di Venezia a loděnice Cantiere di Castellamare di Stabia.
Jednotky třídy Ammiraglio di Saint Bon:
| Jméno                   | Loděnice               | Založení kýlu     | Spuštěna       | Vstup do služby | Poznámka       |
| ----------------------- | ---------------------- | ----------------- | -------------- | --------------- | -------------- |
| Ammiraglio di Saint Bon | Arsenale di Venezia    | 18. července 1893 | 29. dubna 1897 | 24. května 1901 | Vyřazena 1920. |
| Emanuele Filiberto      | Castellamare di Stabia | 5. října 1893     | 29. září 1897  | 16. dubna 1902  | Vyřazena 1920. |

## Konstrukce

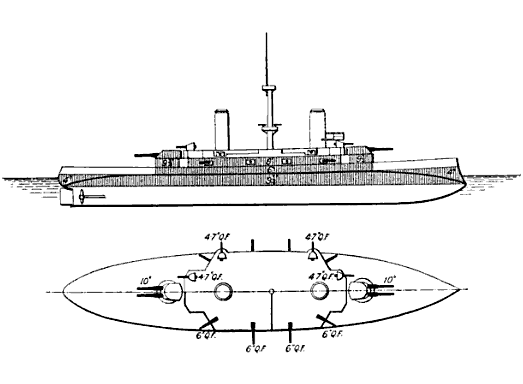
Základní uspořádání třídy

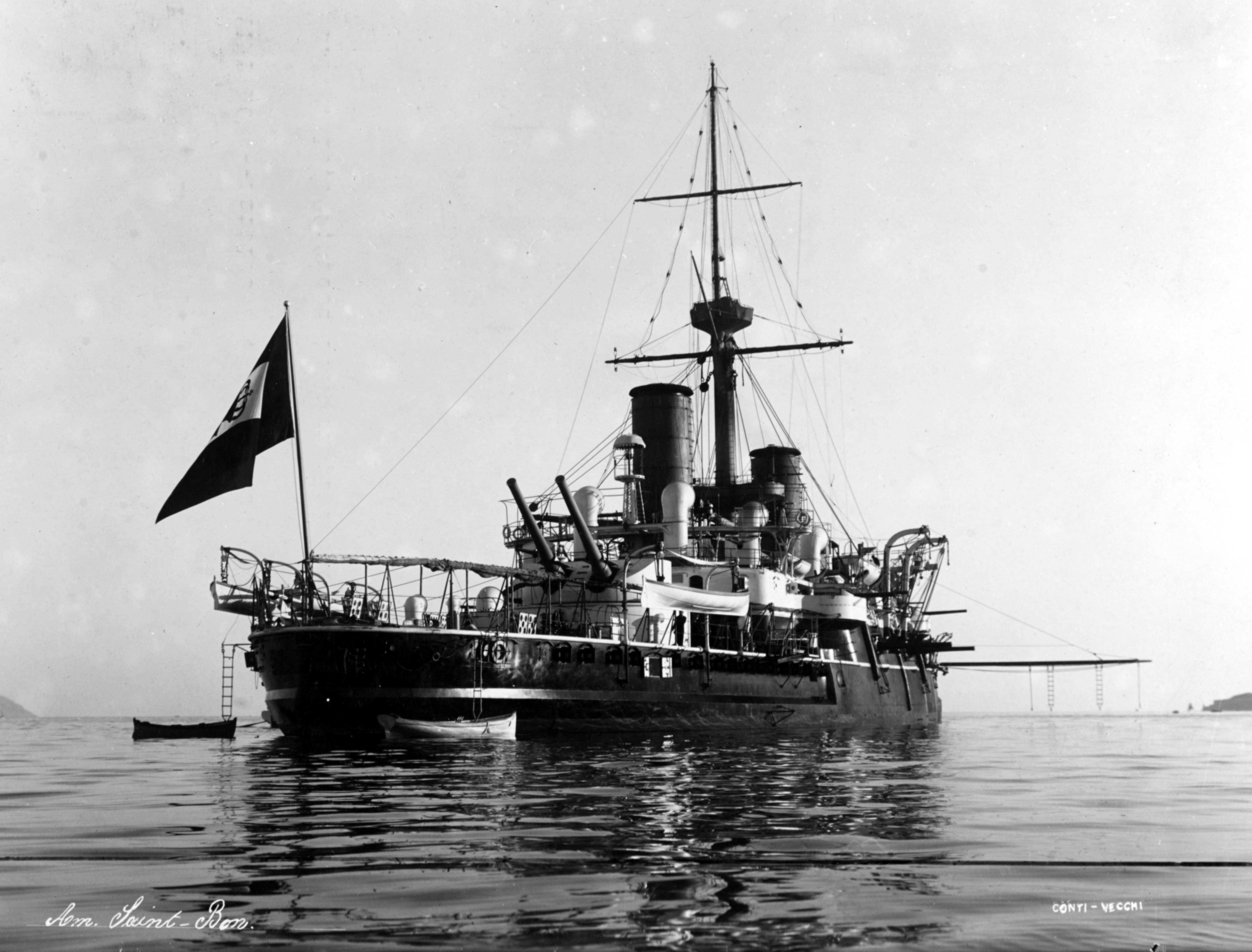
Ammiraglio di Saint Bon

Hlavní výzbroj tvořily čtyři 254mm kanóny ve dvoudělových věžích na přídi a na zádi. Sekundární výzbroj představovalo osm 152 kanónů a osm 120mm kanónů. Lehkou výzbroj tvořilo osm 57mm kanónů a dva 37mm kanóny. Výzbroj doplňovaly čtyři pevné 450mm torpédomety. Pohonný systém tvořilo 12 kotlů a dva parní stroje s trojnásobnou expanzí o výkonu 14 296 hp (Emanuele Filiberto: 13 552 hp), které poháněly dva lodní šrouby. Nejvyšší rychlost dosahovala 18,3 uzlu (Emanuele Filiberto: 18,1 uzlu). Dosah byl 3400–5500 námořních mil při rychlosti 10 uzlů.